# ريتشارد كارترايت
ريتشارد كارترايت هو قاضي كندي، ولد في 2 فبراير 1759، وتوفي في 27 يوليو 1815.